# Wit privilege
Wit privilege (een leenvertaling van het Engelse white privilege; ook wel: blank privilege) is het maatschappelijke voordeel dat mensen met een blanke (ook wel: 'witte'; Engels: white) huidskleur gemiddeld zouden hebben ten opzichte van leden van andere etnische groepen.

## Evolutie van het concept
De term werd voor het eerst gebruikt door de Amerikaanse historicus en politieke activist W.E.B. Du Bois ter aanduiding van de psychologische kloof tussen de blanke en zwarte arbeider. Du Bois stelde dat hoewel beiden zwaar moesten werken in harde omstandigheden, de blanke arbeider psychologisch gecompenseerd werd in de vorm van een gevoel van superioriteit over de zwarte arbeider. Het idee van een blank ras als superieur boven alle andere volkeren was volgens hem deel van een verdeel-en-heerstactiek.
Door de opkomst van de burgerrechtenbewegingen voor zwarte Amerikanen werd het vanaf de jaren zestig makkelijker om onderwerpen zoals ras en racisme academisch te onderzoeken. In de jaren zeventig en tachtig bleef het gebruik van de term echter nog beperkt tot zwarte academici en activisten uit de vrouwenbeweging, lgbt-gemeenschap en antiracismebeweging.
Volgens de Amerikaanse historicus Jacob Bennett werd het huidige concept vooral gepopulariseerd door de Amerikaanse activiste Peggy McIntosh in haar bekende essay White Privilege: Unpacking the Invisible Knapsack uit 1989. McIntosh vergeleek in haar werk de relatie tussen de vrouw en het patriarchaat met de relatie tussen de zwarte mens en racisme. Zij stelde dat in beide situaties het probleem niet zozeer was dat de vrouw of de zwarte Amerikaan benadeeld werd, maar dat de blanke man juist bevoordeeld werd. Volgens McIntosh was het vaak veel moeilijker om de blanke man ervan te overtuigen afstand te nemen van zijn privileges dan om aan minderheden gelijke rechten toe te kennen. Haar artikel eindigde met een opsomming van 25 voorbeelden van alledaagse handelingen die veel makkelijker zijn voor een blanke Amerikaan dan voor een Afro-Amerikaan.
Sinds de jaren negentig wordt er vooral in de sociale wetenschappen onderzoek gedaan naar wit privilege. De term wordt ook gebruikt door antiracistische en intersectionele activisten. Vooral het activistische gebruik van het woord wint de laatste jaren aan internationale populariteit.
Op het begrip witte fragiliteit is de kritiek naar voren gebracht dat het door zijn eenzijdige en negatieve focus op huidskleur een racistische tendens heeft. In Nederland hebben Elma Drayer en Herman Vuijsje stijl en retoriek van de (zwarte) identiteitspolitiek aan een kritische analyse onderworpen. Reni Eddo-Lodge reageerde met haar boek tegen deze bekende aanklacht door te stellen dat om racistische tendensen in een samenleving te benoemen het nodig is om in termen van 'blank' en 'niet-blank' te spreken.

## Invloed op sociale theorieën
Verscheidene Amerikaanse academici doen onderzoek rond wit privilege als maatschappelijk fenomeen.

### Critical Race Theory
Wetenschappers in de critical race theory doen onderzoek naar het ontstaan en functioneren van ras als sociale categorie. Wit privilege wordt in dit onderzoek vooral toegepast in onderzoek naar het ontstaan van 'wit' of 'blank' als een raciale categorie met een bepaalde maatschappelijk bepaalde inhoud. Volgens de Amerikaanse socioloog George Lipsitz is 'witheid' historisch vooral behandeld als een object met intrinsieke waarden, dat bepaalde mensen bezitten. Legale en politieke instituten werden vervolgens opgericht om deze witheid te beschermen in de vorm van rassenwetten.
Volgens de Amerikaanse historicus Eric Arnesen wordt 'witheid' door veel onderzoekers in dit domein vaak nog te breed toegepast en is er nood aan een academische consensus over de term. Hij concludeerde dit op basis van een meta-onderzoek naar papers in het studieveld uit de jaren negentig.

### Witte fragiliteit
Witte fragiliteit of white fragility is een term die gepopulariseerd werd door de Amerikaanse activiste Robin DiAngelo in haar gelijknamige boek. DiAngelo beargumenteert dat wit privilege gezien moet worden als de raciale status quo. Wanneer deze status quo ter discussie wordt gesteld, roept dat defensieve reacties op die omschreven kunnen worden als witte fragiliteit. Ze heeft het concept ook al omschreven als de moeite waarmee blanke mensen hun eigen privilege aanvaarden.
Volgens de Amerikaanse media-criticus Carlos Lozada reduceert DiAngelo in haar boek mensen van alle rassen te veel tot simpele stereotypes. De claim dat alle blanke mensen op een soortgelijke manier reageren wanneer ze op hun privilege gewezen worden, lijkt hem een te simpele manier om het probleem te benaderen.

### Witte tegenreactie
Witte tegenreactie of white backlash is een term om te verwijzen naar reactionaire politieke reacties op de maatschappelijke vooruitgang van mensen met een niet-blanke huidskleur. Volgens de Amerikaanse jurist Terry Smith ontstaat er een witte tegenreactie wanneer het wit privilege van de dominante klasse wordt bedreigd door de vooruitgang van andere groepen. Volgens filosoof George Yancy moet het gezien worden als een extreem en vaak agressief politiek verzet tegen mensen met een niet-blanke huidskleur. Historische voorbeelden hiervan zijn de Amerikaanse 'Jim Crow'-wetten na de afschaffing van de slavernij, Zuid-Afrikaanse Apartheid na het terugtrekken van het Verenigd Koninkrijk uit de regio en de oprichting van de KKK.

## In Nederland
In Nederland werd de term onder andere gepopulariseerd door de antropologe Gloria Wekker in haar boek Witte onschuld en door Anousha Nzume in haar boek Hallo witte mensen. Onderzoeksjournalist Sunny Bergman maakte in 2017 de documentaire Wit is ook een kleur voor 2Doc van de VPRO. De term werd een hevig onderwerp van debat door de associatie met het zwartepietendebat.

## In België
In Vlaanderen kwam de term overwaaien uit Nederland via de zwartepietendiscussie en uit de Verenigde Staten door de 'Black Lives Matter'-protesten. In tegenstelling tot Nederland is er minder sprake van een nationaal debat over de term en wordt er tot nog toe nog weinig onderzoek gedaan naar wit privilege in België. Politieke filosofe Anya Topolski schreef dat behalve 'wit privilege' ook 'christelijk privilege' van belang is in de Belgische context.